# Davina Geiss
Davina Shakira Geiss (* 30. Mai 2003 in Monaco) ist eine deutsche Fernsehdarstellerin.

## Werdegang
Seit Januar 2011 ist Davina Geiss gemeinsam mit ihren Eltern Robert und Carmen Geiss sowie ihrer jüngeren Schwester Shania Hauptdarstellerin der Fernsehsendung Die Geissens – Eine schrecklich glamouröse Familie, in der das Leben ihrer Familie dargestellt wird. Seit 2022 ist sie zudem gemeinsam mit ihrer Schwester Shania Hauptdarstellerin des Spin-offs Davina & Shania – We Love Monaco.
Davina Geiss legte das Abitur an der International School of Monaco ab. Sie hat ihr eigenes Modelabel DG by Indigo Limited und ist in der Immobilienbranche tätig. Sie lebt in Monaco.
Am 7. Juni 2025 trat sie gemeinsam mit ihrer Schwester in der 95. Ausgabe des Formats Schlag den Star gegen Luna und Lilli Schweiger, die Töchter von Dana und Til Schweiger, an. Das Duell konnten die Geiss-Schwestern für sich entscheiden.